# 水戸南インターチェンジ
水戸南インターチェンジ（みとみなみインターチェンジ）は、茨城県水戸市元石川町にある、北関東自動車道および東水戸道路のインターチェンジ。水戸市の南東部に位置し、水戸市街地方面への最寄りとなるインターチェンジのひとつ。
当ICを境に西側が高速自動車国道、東側が一般有料道路の東水戸道路となる。

## 歴史
- 1996年（平成8年）12月2日：東水戸道路・水戸南IC - 水戸大洗IC間開通に伴い、供用開始[1]。
- 2000年（平成12年）3月18日：北関東自動車道・友部JCT - 水戸南IC間開通[2]。

## 周辺
- 茨城県庁
- 山新グランステージ水戸
- 水戸駅（JR東日本・常磐線/水郡線、鹿島臨海鉄道・大洗鹿島線）
- 偕楽園
- 弘道館

## 接続する道路

### 直接接続
- E50 北関東自動車道・東水戸道路（17番）
- 国道6号（東水戸道路一般部）
- 市道酒門158号線

### 間接接続
- 国道6号（水戸バイパス）
- 国道50号（水戸バイパス）
- 茨城県道179号中石崎水戸線（市道酒門158号線経由）

## 料金所
- ブース数：5

### 入口
- ブース数：2
  - ETC専用：1
  - 一般：1

### 出口
- ブース数：3
  - ETC専用：1
  - ETC・一般：1
  - 一般：1

## 隣
E50 北関東自動車道
(16) 茨城町東IC - (17) 水戸南IC
E50 東水戸道路
(17) 水戸南IC - (18) 水戸大洗IC